# 劉易斯科納 (喬治亞州)
劉易斯科納（英語：Lewis Corner）是位於美國喬治亞州戈登縣的一個非建制地區。該地的面積和人口皆未知。

## 地理
劉易斯科納的座標為34°30′54″N 84°48′37″W / 34.51500°N 84.81028°W，而該地的平均海拔高度為207米（即679英尺）。